# Gaio Giulio Rufiniano Ablabio Taziano
Gaio Giulio Rufiniano Ablabio Taziano (in latino Gaius Iulius Rufinianus Ablabius Tatianus; fl. 340 circa) è stato un politico romano.
È noto attraverso un'iscrizione (CIL X, 1125) ritrovata sulla base di una statua dedicatagli dagli abitanti di Abellinum (nei pressi della moderna Avellino) nel periodo in cui ricoprì la carica di corrector della provincia della Campania.
Figlio del retore Gaio Giulio Rufiniano, era di origini non eccelse, ma fece carriera raggiungendo il rango di clarissimus. Fu dapprima patronus del fisco imperiale, poi fu arruolato tra i consulares dall'imperatore Costantino I, nominato legato dell'Asia, corrector (governatore) della provincia della Tuscia et Umbria, consularis Aemiliae et Liguriae e infine consularis della Campania.
Rufiniano era un pagano: si deduce dal fatto che ricoprì la carica di pontefice di Vesta, vicemaestro del collegio dei pontefici e sacerdote di Ercole.